# Nova Iorque
Nova Iorque är en kommun i Brasilien.   Den ligger i delstaten Maranhão, i den östra delen av landet, 1 100 km norr om huvudstaden Brasília. Antalet invånare är 4 600. Nova Iorque ligger vid sjön Represa da Boa Esperança.
Runt Nova Iorque är det mycket glesbefolkat, med 2 invånare per kvadratkilometer.